# Басков, Владимир Онисимович
Владимир Онисимович Басков (1842—1909) — военный юрист, генерал от инфантерии, начальник Александровской военно-юридической академии, член Главного военного суда.

## Биография
Басков родился 26 мая 1842 года. По окончании Павловского кадетского корпуса 16 июня 1858 года он был выпущен с чином поручика в 1-й стрелковый батальон. Басков принял участие в подавлении Польского восстания 1863—1864 годов и за боевые отличия был произведён в штабс-капитаны (22 марта 1863 года). В чине капитана (с 19 мая 1867 года) 18-го стрелкового батальона он поступил в Военно-юридическую академию, которую окончил в 1871 году по 1-му разряду и был произведён в майоры (23 октября 1871), а затем переименован в капитаны военно-судебного ведомства (8 февраля 1872 года).
Продолжая службу по военно-судебному ведомству, помощник военного прокурора Казанского военно-окружного суда Басков получил чины подполковника (13 апреля 1875) и полковника (16 апреля 1878 года) и принял участие в Русско-турецкой войне 1877—1878 годов, будучи командирован в действующую армию. 14 мая 1879 года он стал военным судьёй Петербургского военно-окружного суда и занимал эту должность более 11 лет, до 20 сентября 1890 года, когда, уже в чине генерал-майора (с 30 августа 1888 года), был назначен военным прокурором Московского военно-окружного суда.
7 октября 1893 года Басков стал председателем Казанского военно-окружного суда и оставался им почти 12 лет. 6 декабря 1898 года произведен в генерал-лейтенанты. В августе 1905 года главным военным прокурором был назначен генерал В. П. Павлов, начавший обновление личного состава ведомства. По его выбору 24 сентября 1905 года Басков был назначен начальником Александровской военно-юридической академии вместо ставшего сенатором генерала Ф. Н. Платонова. Военный министр А. Ф. Редигер дал следующую характеристику этому назначению:

«Вместо Платонова и Лузанова Павлов избрал Баскова и Грейма. Басков был назначен начальником Военно-юридической академии из председателей Казанского военно-окружного суда. Выбор его на эту должность Павлов мотивировал штатско-либеральным направлением Академии и необходимостью поставить во главе её вполне твёрдого человека военного закона. Действительно, Басков оказался таковым, но вместе с тем выяснилось, что он довольно грубый и бестактный, сам слабый в юриспруденции».

Указанные черты характера Баскова вскоре привели к инциденту при представлении императору Николаю II офицеров-выпускников академии. По словам Редигера, Басков «при обходе государем офицеров столько болтал и даже перебивал государя, что тот мне потом сказал, что едва сдерживался, чтобы не оборвать Баскова при офицерах». Узнав об этом от военного министра, Басков намеревался подать прошение об отставке, но министр удержал его от этого шага.
Вскоре после назначения начальником академии, Басков получил орден Белого орла, 20 апреля 1906 года вошёл в состав Главного военного суда (оставаясь в то же время во главе академии) и через год, 22 апреля 1907 года, был произведён в генералы от инфантерии. 10 июня 1908 года уволен от должности начальника Военно-юридической академии с оставлением постоянным членом Главного военного суда.
Генерал от инфантерии Басков скончался 18 апреля 1909 года в Санкт-Петербурге, был исключён из списков умершим 24 апреля. Похоронен на Никольском кладбище Александро-Невской лавры.

## Семья
Владимир Онисимович и Надежда Ивановна (12.02.1849—01.05.1912) Басковы имели двух сыновей, которые, как и отец, посвятили себя военной службе. Михаил Владимирович Басков (р. 1872) был генерал-майором Генерального штаба, начальником штаба 1-го Сибирского армейского корпуса во время 1-й мировой войны, а затем генерал-хорунжим в армии Украинской Державы, Илья Владимирович Басков к 1917 году стал полковником гвардейской артиллерии.

## Награды
Басков имел знак отличия за XL лет беспорочной службы (1901 год) и ордена:
- Орден Святого Станислава 3-й степени (1863 год)
- Орден Святой Анны 3-й степени (1866 год)
- Орден Святого Станислава 2-й степени (1875 год)
- Орден Святой Анны 2-й степени (1878 год)
- Орден Святого Владимира 4-й степени (1879 год)
- Орден Святого Владимира 3-й степени (1883 год)
- Орден Святого Станислава 1-й степени (1891 год)
- Орден Святой Анны 1-й степени (6 декабря 1895 года)
- Орден Святого Владимира 2-й степени (1901 год)
- Орден Белого орла (6 декабря 1905 года)